# Maria Teresa de Bourbon, 15.ª Condessa de Chinchón
Maria Teresa de Bourbon y Vallabriga, 15.ª Condessa de Chinchón (Maria Teresa Carolina; Velada, 6 de março de 1779 - Paris, 23 de novembro de 1828) foi um nobre espanhola. Era neta do rei Filipe V da Espanha.

## Biografia
Nascida em Velada, Toledo, a 6 de março de 1779, era filha de Luís, Conde de Chinchón e sua esposa morganática Maria Teresa de Vallabriga. Seu pai era filho de Filipe V da Espanha, sendo um descendente do rei Luís XIV da França.
Ela casou-se em 2 de outubro de 1797 com Dom Manuel de Godoy y Álvarez de Faria (1767-1851), 1.º Príncipe da Paz, 1.º Duque de Alcúdia e 1.º Duque de Sueca, com quem teve um filha, Carlota de Godoy y Bourbon (1800-1886).

## Honras
- . 98.° Dama Nobre da Ordem da Rainha Maria Luísa.